# Santiago Tulantepec
Santiago Tulantepec är en kommunhuvudort i Mexiko.   Den ligger i kommunen Santiago Tulantepec de Lugo Guerrero och delstaten Hidalgo, i den sydöstra delen av landet, 110 km nordost om huvudstaden Mexico City. Santiago Tulantepec ligger 2 193 meter över havet och antalet invånare är 15 625.
Terrängen runt Santiago Tulantepec är kuperad åt sydost, men åt nordväst är den platt. Runt Santiago Tulantepec är det ganska tätbefolkat, med 90 invånare per kvadratkilometer. Närmaste större samhälle är Tulancingo, 5,3 km norr om Santiago Tulantepec. I omgivningarna runt Santiago Tulantepec växer i huvudsak blandskog.